# Leptodea
Leptodea é um género de bivalve da família Unionidae.
Este género contém as seguintes espécies:
- Leptodea leptodon
- Leptodea ochracea